# Wolfgang von Muralt
Wolfgang von Muralt (Zúrich, 18 de agosto de 1955) es un piloto de motociclismo suizo, que compitió en el Campeonato del Mundo de Motociclismo entre 1980 y 1988. Su mejor temporada fue en 1982 cuando acabó undécimo en la categoría de 350cc. En 1985 venció en la prueba final del Campeonato de Europa en la categoría de 500cc en el circuito alemán de Hockenheim
En 1989, probó suerte en el Mundial de Superbikes a bordo de una Honda obteniendo tres puntos ( dos en Canadá y uno en los EE. UU.) lo que le valió el 77° lugar final en la clasificación general.

## Resultados en el Campeonato del Mundo
Sistema de puntuación desde 1969 hasta 1987:
| Posición | 1.º | 2.º | 3.º | 4.º | 5.º | 6.º | 7.º | 8.º | 9.º | 10.º |
| Puntos   | 15  | 12  | 10  | 8   | 6   | 5   | 4   | 3   | 2   | 1    |

### Carreras por año
(Carreras en Negrita indica pole position, Carreras en cursiva indica vuelta rápida)
| Año  | Cat.  | Moto          | 1       | 2       | 3       | 4       | 5       | 6       | 7       | 8       | 9       | 10      | 11      | 12      | 13     | 14      | 15      | Pts. | Pos. |
| ---- | ----- | ------------- | ------- | ------- | ------- | ------- | ------- | ------- | ------- | ------- | ------- | ------- | ------- | ------- | ------ | ------- | ------- | ---- | ---- |
| 1980 | 500cc | Yamaha        | NAT -   | ESP -   | FRA -   |         | NED -   | BEL -   | FIN -   | GBR -   |         | GER 22  |         |         |        |         |         | 0    | -    |
| 1980 | 350cc | Yamaha        | NAT -   |         | FRA -   |         | NED -   |         |         | GBR -   | CZE Ret | GER -   |         |         |        |         |         | 0    | -    |
| 1981 | 500cc | Suzuki        |         | AUT -   | GER Ret | NAT Ret | FRA -   |         | YUG -   | NED -   | BEL DNQ | RSM DNQ | GBR -   | FIN -   | SWE -  | CZE -   |         | 0    | -    |
| 1981 | 350cc | Yamaha-Bimota | ARG -   | AUT -   | GER -   | NAT Ret |         |         | YUG 13  | NED -   |         |         | GBR -   |         |        | CZE 4   |         | 8    | 18.º |
| 1982 | 500cc | Suzuki        | ARG -   | AUT -   | FRA 11  | ESP -   | NAT -   | NED -   | BEL Ret | YUG 26  | GBR -   | SWE 13  |         |         | RSM -  | GER Ret |         | 0    | -    |
| 1982 | 350cc | Yamaha-Bimota | ARG -   | AUT 7   | FRA 7   |         | NAT 12  | NED Ret |         |         | GBR 15  |         | FIN Ret | CZE 12  |        | GER 4   |         | 16   | 11.º |
| 1983 | 500cc | Suzuki        | RSA DNS | FRA 11  | NAT 17  | GER 21  | ESP Ret | AUT 20  | YUG 15  | NED Ret | BEL 15  | GBR Ret | SWE 17  | RSM 12  |        |         |         | 0    | -    |
| 1984 | 500cc | Suzuki        | RSA -   | NAT Ret | ESP Ret | AUT Ret | GER Ret | FRA 10  | YUG Ret | NED 14  | BEL 13  | GBR Ret | SWE 8   | RSM Ret |        |         |         | 4    | 22.º |
| 1985 | 500cc | Suzuki        | RSA 15  | ESP 13  | GER Ret | NAT 17  | AUT 17  | YUG 16  | NED Ret | BEL Ret | FRA 13  | GBR 15  | SWE Ret | RSM 13  |        |         |         | 0    | -̈    |
| 1986 | 500cc | Suzuki        | ESP DNS | NAT Ret | GER 17  | AUT 15  | YUG 11  | NED 13  | BEL 11  | FRA 11  | GBR 10  | SWE 10  | RSM 13  |         |        |         |         | 2    | 23.º |
| 1987 | 500cc | Suzuki        | JPN 14  | ESP 17  | GER DNQ | NAT Ret | AUT 14  | YUG 14  | NED Ret | FRA Ret | GBR 16  | SWE Ret | CZE Ret | RSM Ret | POR 12 | BRA 13  | ARG DNS | 0    | -    |
| 1988 | 500cc | Suzuki        | JPN -   | USA -   | ESP Ret | EXP -   | NAT -   | GER 18  | AUT -   | NED DNQ | BEL -   | YUG 23  | FRA Ret | GBR Ret | SWE 22 | CZE 17  | BRA -   | 0    | -    |